# 東珀斯
东珀斯（英語：East Perth）是西澳大利亚州珀斯的内郊，毗邻珀斯中央商务区，克莱斯布鲁克和克莱斯布鲁克湾在其境内。东珀斯地区以前以工业用地和城市破败著称，其重建工程现在依然是该州最大的市中心城市更新项目。东珀斯新住宅区的设计深受新都市主义运动的影响。 

## 土地利用
二十世纪初这里主要是一个工业区，是东珀斯煤气厂、东珀斯发电厂（已退役，建筑物正在翻新并用于其他目的）、东珀斯铁路站和机棚的所在地。
从上世纪80年代初开始，罗德街西侧几乎所有的住宅都变成了商业企业的所在地；这些建筑依然矗立在那里，以前主要是由移民家庭居住的单户或双户住宅。

## 人口
2016 年人口普查显示，东珀斯有 10,596 人，其中30.3%的人出生在澳大利亚。其他最常见的出生国家有：英国 6.7%、中国 4.0%、印度 3.7%、马来西亚 3.4% 、韩国 2.9%等。 47.6%的人在家只说英语。其他在家使用的语言包括：官话 6.6%、朝鲜语 2.7%、粤语 2.6%、葡萄牙语 2.0% 和西班牙语 1.9%。对于宗教，最常见的回答是无宗教信仰（33.3%）和天主教（18.4%）。 

## 公墓
东珀斯是珀斯重要的早期殖民时代墓地东珀斯公墓的所在地，其中有许多早期殖民家庭的坟墓。由于许多墓碑丢失且缺乏足够的坟墓记录，其状况十分糟糕，估计总共约有 10,000 座坟墓，其中仅800座确认了身份。  

## 铁路
在20世纪60年代，东珀斯原本的铁路场站和机车库被拆除，并被重建为铁路总部，从而整合了铁路系统中原本相当分散的办公室和部门。
东珀斯是乡村和州际铁路服务以及公路客车服务的主要枢纽。从车站出发的列车包括勘探者号、阿冯林克号、旅游列车以及印度太平洋号。
原来的东珀斯火车站现在被称为克莱斯布鲁克（Claisebrook），虽然站台数量与 20 世纪 60 年代相同，但原来的建筑已被现代候车亭所取代。
这里也是西南铁路通往班伯里的铁路上的贡贡桥（Goongoongup Bridge）所在地。

## 重建机构
东珀斯重建机构 (EPRA) 成立于 1991 年 ，负责管理该区域的重建和城市化。  2012 年，EPRA 与其他重建机构合并，成为大都会重建机构（MRA）。  2019 年，MRA成为西澳发展机构的一部分。 如今，东珀斯的许多完全开发地区已完成了“规范化”——即已归还给珀斯市进行管理。

## 体育
体育设施包括WACA运动场和格洛斯特公园慢跑场。

## 教育
教育设施包括三一学院（Trinity College），这是一所招收 4 至 12 年级男子的走读学校。

## 伸延閱讀
- 博迪科特，罗纳德。 (1993)东珀斯遗产研究 ：为东珀斯发展机构作准备，东珀斯，西澳管理局。 2卷（第一卷仅藏于巴特耶图书馆）。